# Nugzar Asatiani
Nugzar Platonis dze Asatiani (georgiska: ნუგზარ პლატონის ძე ასათიანი), född 16 juli 1937 i Kutaisi i Imeretien i Georgiska SSR i Sovjetunionen (nu Georgien), död 2 april 1992 i Tbilisi, var en georgisk sovjetisk fäktare.
Asatiani blev olympisk guldmedaljör i sabel vid sommarspelen 1964 i Tokyo.